# Torta de aceite
La torta de aceite (letteralmente "torta all'olio") è un dolce di pasticceria fine, croccante e multistrato che viene da una lunga tradizione espresse in diverse ricette della pasticceria spagnola. I suoi ingredienti principali sono: farina di grano, olio di oliva, zucchero, anice verde, sesamo e sale. Ogni torta di solito pesa circa 30 grammi e la sua fabbricazione suole essere artigianale.
Le tortas de aceite di Castilleja della Costa (Siviglia) sono protette dalla denominazione Specialità Tradizionale Garantita.

## Origine
Si ignora l'origine delle torte de aceite. In Spagna, gli studi di pasticceria puntano su ricette arabe, ebree o mozarabe della metà meridionale della penisola iberica. Nella narrazione che Mateo Alemán ha fatto sulla vita del pícaro Guzmán di Alfarache, alla fine del secolo XVI e inizio del XVII, si parla già delle torte de aceite:
E sono citate anche nel Don Chisciotte.

## In America latina
In Perù, una torta simile in aspetto riceve il nome di «cachanga», e i suoi ingredienti sono farina, sale, zucchero, uovo e uno spruzzo di olio o strutto. Sono consumate più comunemente a pranzo che per colazione, e alcuni le accompagnano con sciroppo o burro.